# Acacia plicata
Acacia plicata é uma espécie de leguminosa do gênero Acacia, pertencente à família Fabaceae.